# 沃伊科夫斯基
47°45′34″N 38°20′15″E / 47.75944°N 38.33750°E
沃伊科夫斯基（俄语：Войковский），乌克兰称科帕尼（羅馬化：Kopani），是乌克兰顿涅茨克州顿涅茨克区的阿姆夫羅西伊夫卡市鎮的鎮。该地名称“沃伊科夫斯基”源自乌克兰布尔什维克革命家彼得·沃伊科夫。
該鎮於1938年成為市級鎮，2017年人口為1122人，自2014年起由俄羅斯傀儡政權「頓涅茨克人民共和國」佔領。
2016年，烏克蘭進行大規模的去共化，因此這鎮也被改名。可是，由於這鎮至今仍未被烏克蘭政府控制，新名未受當地使用。

## 人口統計
根據 2001年烏克蘭人口普查，鎮民的母語分配如下：
- 乌克兰语：34.0%
- 俄语：65.2%
- 其他：0.8%